# Oryzias mekongensis
Oryzias mekongensis är en fiskart som beskrevs av Uwa och Magtoon, 1986. Oryzias mekongensis ingår i släktet Oryzias och familjen Adrianichthyidae. IUCN kategoriserar arten globalt som livskraftig. Inga underarter finns listade i Catalogue of Life.